# نادسون رودریگز دی سوزا
نادسون رودریگز دی سوزا (به پرتغالی: Nádson Rodrigues de Souza) مهاجم اهل برزیل است که در شهر Serrinha، باهیا و در تاریخ ۳۰ ژانویهٔ ۱۹۸۲ به دنیا آمده‌است.
نادسون رودریگز دی سوزا در تیم‌های فوتبال Vitória سابقهٔ حضور دارد.